# Domenico Maria Dreyer
Domenico Maria Dreyer (* 1700; † 1735) war ein italienischer Komponist des Hochbarock. Er war Zeitgenosse Antonio Vivaldis.

## Leben und Werk
Über den Komponisten Domenico Maria Dreyer ist außer seinen ungefähren Lebensdaten wenig  Biografisches bekannt. Er war der Sohn des deutschen Tenors Johann Conrad Dreyer. Domenico Maria Dreyers Leben war eng mit dem seines jüngeren Bruders Giovanni Filippo Dreyer verbunden, einem Kastraten, Impresario und Opernkomponisten. Die Brüder waren lange Zeit an den Höfen von Moskau und St. Petersburg und später in Italien tätig.
Von seinem Werk sind sechs Oboensonaten und zwei Blockflötensonaten überliefert. Dreyers Sonaten sind von großer musikalischer Schönheit und gehören stilistisch dem venezianischen Hochbarock an. Es wird angenommen, dass sie um 1725 komponiert wurden. Dreyers Lehrer könnte Ludovico Erdmann gewesen sein, ein berühmter preußischer Oboist, der in Florenz und Venedig tätig war und dort auch Kontakt zu Antonio Vivaldi pflegte. Dies legt wiederum nahe, dass Dreyer die Werke Vivaldis kannte und bewusst  Stilelemente des Meisters in seine Sonaten übernahm. Weiter wird davon ausgegangen, dass Dreyer auch Kontakt zum bedeutendsten Oboisten der Zeit, Giuseppe Sammartini, hatte und Sammartinis Musik auch in Dreyers Werken Spuren hinterließ.